# Adolf Kastner (Germanist)
Adolf Kastner (* 23. August 1889 in Pforzheim; † 19. Juli 1963 in Meersburg) war ein deutscher Germanist, Historiker und Gymnasiallehrer.

## Leben und Wirken

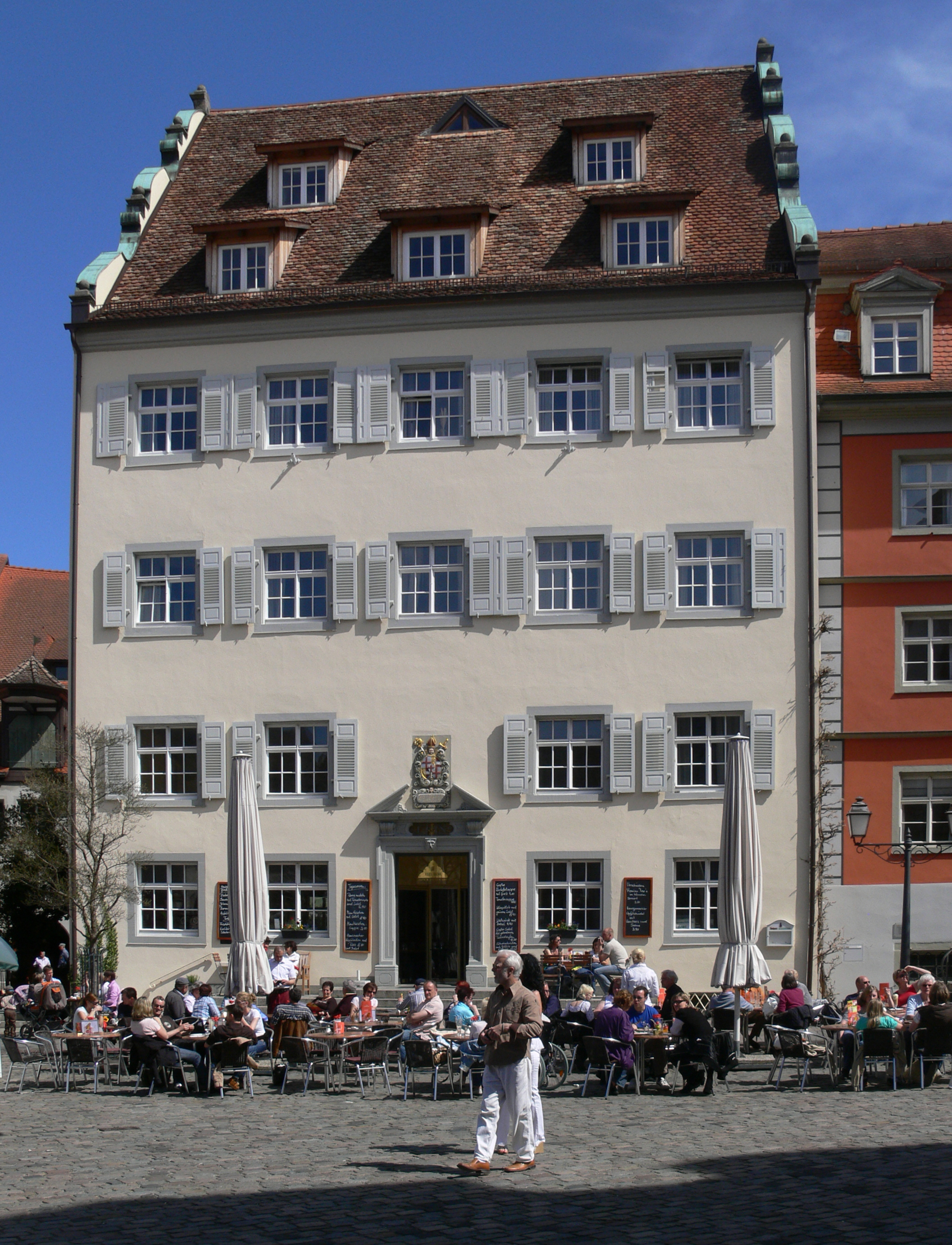
Meersburg, Bodenseekreis; Schlossplatz, „Pfarrhof“ (erbaut 1700, ehem. fürstbischöfliches Stadtpalais, 1838–1928 Pfarrhaus), Wappen des Konstanzer Fürstbischofs Marquard Rudolf von Rodt, 1700. Nach dem Zweiten Weltkrieg Nutzung als Progymnasium.

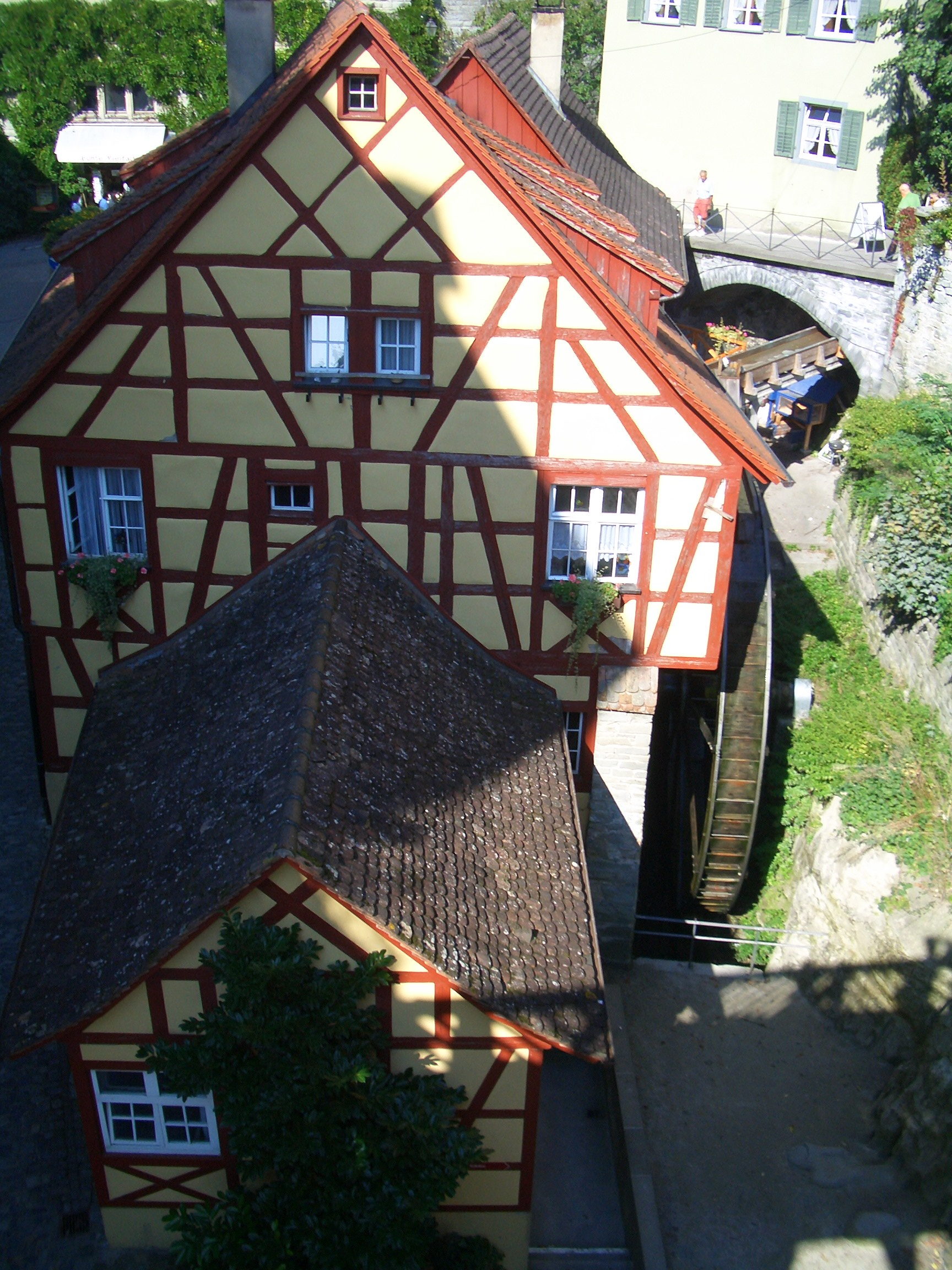
Meersburger Schlossmühle

Kastner war der Sohn eines Kaufmanns und besuchte das humanistische Gymnasium in Pforzheim. Er studierte Geschichte, Germanistik, Rechtswissenschaft und Volkswirtschaft an der Universität Heidelberg. Am Ersten Weltkrieg nahm er als Freiwilliger teil und wurde in der Schlacht an der Somme schwer verwundet; 1918 schloss er sein Studium mit der Promotion zum Dr. phil. ab. Anschließend wirkte er als Gymnasiallehrer in Offenburg, Tauberbischofsheim und Pforzheim. Daneben arbeitete er am Deutschen Rechtswörterbuch mit und war bis 1933 Vorsitzender der Deutschen Demokratischen Partei in Pforzheim.
Die Zerstörung Pforzheims im Zweiten Weltkrieg zwang Kastner, nach Südbaden zu ziehen. Nach dem Krieg bekam er zunächst den Auftrag, das Volksschulwesen im Landkreis Stockach neu zu ordnen; im Mai 1946 berief ihn die Stadt Meersburg als Leiter ihres neu eingerichteten Progymnasiums. Kastner erschloss sich Meersburg als neuen Lebensmittelpunkt: 1949 organisierte er die 650-Jahr-Feier der Stadterhebung, 1955 eine Gedächtnisfeier zum 100. Todestag des bekannten Germanisten Joseph von Laßberg. Die von ihm gegründete Gesellschaft der Freunde des alten Meersburg setzte sich für den Denkmalschutz ein und erreichte den Erhalt der Meersburger Schlossmühle. Seit 1950 wirkte er als ehrenamtlicher Meersburger Stadtarchivar, daneben in verschiedenen Funktionen im Verein für Geschichte des Bodensees und seiner Umgebung. Für sein vielseitiges Engagement erhielt Kastner 1955 das Verdienstkreuz am Bande des Verdienstordens der Bundesrepublik Deutschland.
Adolf Kastner war verheiratet und hatte eine Tochter und einen Sohn, der in sowjetischer Kriegsgefangenschaft starb.

## Schriften

### Monographien
- Die Grafen von Montfort-Tettnang. Vortrag gehalten bei der 70. Hauptversammlung des Vereins für die Geschichte des Bodensees und seiner Umgebung in Tettnang 1957. Thorbecke, Konstanz, 1957, 2. Aufl. Sigmaringen, 1979.
- Meersburg. (=Bildbücherei Süddeutschland, Reihe Bodensee, Band 6). Aufnahmen von Toni Schneiders und Siegfried Lauterwasser, Buchgestaltung von Hans Sauerbruch. Thorbecke, Lindau, 1953. 2. neubearb. Aufl. Lindau, 1956. 3. Aufl. Lindau 1959.
- Meersburg. Gang durch die Geschichte einer alten Stadt, mit einem Anhang zum 650. Jahrestag der Stadtrechtsverleihung am 29. September 1299. Federzeichnungen von Hans G. Lehmann. Stadtgemeinde, Meersburg, 1949.
- Die Selbstverwaltung der badischen Gemeinden und Gemeindeverbände. Wenz, Pforzheim, 1931.
- Verfassung, Verwaltung und Finanzwirtschaft in Baden. Wenz, Pforzheim, o. J.

### Kurzführer
- Meersburgs Barockschloß, die „Neue Residenz“ der Fürstbischöfe von Konstanz. Kleiner Führer durch das Schloß und seine Geschichte. Stadtgemeinde, Meersburg, 1962.
- Meersburg, die ehemalige „fürstbischöflich-konstanzische Residenzstadt“ (1526–1802). Ein Rundgang. Kur- und Verkehrsverwaltung, Meersburg, 1962.

### Aufsätze
- Das Meersburger Rathaus und sein „Schatzkästlein“, der Ratssaal. In: Franz Schwarzbauer (Hrsg.): „Anno 1551 ward firwahr – diß Ratthauß gebaut“. Zur Geschichte und Funktion des Meersburger Rathauses'. Aufsätze und Dokumente. Gessler, Friedrichshafen, 2007, S. 10–17. (Erstveröffentlichung im Südkurier vom 15. Juni 1960).
- Eine lustige Inschrift über der Türe zum Meersburger Ratssaal. Der Obervogt verehrt dem Rate einen Barsch von 12 Pfund. In: Franz Schwarzbauer (Hrsg.): „Anno 1551 ward firwahr – diß Ratthauß gebaut“. Zur Geschichte und Funktion des Meersburger Rathauses'. Aufsätze und Dokumente. Gessler, Friedrichshafen, 2007, S. 78–80. (Erstveröffentlichung im Südkurier vom 26. Juni 1962).
- Die Amtsketten des Meersburger Bürgermeisters. Ein geschichtlicher Rückblick. In: Franz Schwarzbauer (Hrsg.): „Anno 1551 ward firwahr – diß Ratthauß gebaut“. Zur Geschichte und Funktion des Meersburger Rathauses. Aufsätze und Dokumente. Gessler, Friedrichshafen, 2007, S. 125–129. (Erstveröffentlichung im Südkurier vom 7. März 1963).
- Die stadtrechtliche Entwicklung Meersburgs. In: Franz Schwarzbauer (Hrsg.): Meersburg. Spaziergänge durch die Geschichte einer alten Stadt. Ein Lesebuch. Gessler, Friedrichshafen, 1999, S. 13–14.
- Simon Weinzürn. Bürgermeister von Meersburg. In: Franz Schwarzbauer (Hrsg.): Meersburg. Spaziergänge durch die Geschichte einer alten Stadt. Ein Lesebuch. Gessler, Friedrichshafen, 1999, S. 39–41. (Erstveröffentlichung im Südkurier vom 10. Dezember 1957, Ausgabe Meersburg.)
- Das Meersburger Bürgerbuch. Ein Beitrag zur Frage der Neubürger in früheren Jahrhunderten. In: Franz Schwarzbauer (Hrsg.): Meersburg. Spaziergänge durch die Geschichte einer alten Stadt. Ein Lesebuch. Gessler, Friedrichshafen, 1999, S. 52–55. (Erstveröffentlichung im Südkurier vom 30. Dezember 1954, Oberländer Chronik. Nr. 131.)
- Der „berühmte Herr Doct. Mesmer“ am Bodensee. In: Franz Schwarzbauer (Hrsg.): Meersburg. Spaziergänge durch die Geschichte einer alten Stadt. Ein Lesebuch. Gessler, Friedrichshafen, 1999, S. 101–110.
- Joseph Freiherr von Laßberg rettet die alte Meersburg (1837/38). Zur Erinnerung an die 100. Wiederkehr seines Todestages am 15. März 1855. In: Franz Schwarzbauer (Hrsg.): Meersburg. Spaziergänge durch die Geschichte einer alten Stadt. Ein Lesebuch. Gessler, Friedrichshafen, 1999, S. 113–121. (Erstveröffentlichung in Badische Heimat. Band 35, 1955, S. 1–10.)
- Menschenraub im 18. Jahrhundert. „Bruder“ Christoph Gessinger, ein Künstlerschicksal des Barock. In: Das Bodenseebuch. Band 40, 1965, S. 28–35.
- Die Vorarlberger Barockbaumeister. Ein Buch um eine Zunft. In: Das Bodenseebuch. Band 38, 1963, S. 143–150.
- Das Meersburger Weingut des Klosters Rot an der Rot. Ein Beitrag zur Wirtschaftsgeschichte eines oberschwäbischen Prämonstratenserklosters. In: Ulm und Oberschwaben. Band 36, 1962, S. 98–132.
- Das Mesmerhaus mit dem Hl.-Geist-Torkel. Ein kleines Weinbaumuseum in Meersburg. In: Bodensee-Hefte. Band 12, 1961, S. 286–290.
- Meersburgs Bevölkerung vor 150 Jahren nach den „Salzlisten“ von 1810. In: Schriften des Vereins für Geschichte des Bodensees und seiner Umgebung. Band 79, 1961, S. 126–143. Digitalisat (Nachdruck in: Franz Schwarzbauer (Hrsg.): Meersburg. Spaziergänge durch die Geschichte einer alten Stadt. Ein Lesebuch. Gessler, Friedrichshafen, 1999, S. 143–164.)
- Franz Josef Zimmermann (1764–1824). Ein Meersburger Kaufmann des Biedermeier. In: Ekkhart. Band 41, 1961, S. 171–177.
- Mag. Johannes Bühlmann von Radolfzell (ca. 1520–1582) . In: Freiburger Diözesan-Archiv. Band 80, 1960, S. 262–269.
- Meersburgs Droste-Denkmal. In: Auf roter Erde. Band 16, 1960, Nr. 21.
- Ottmar F. H. Schönhuth. Ein Epilog. In: Hegau. Band 8, 1959, S. 227–231.
- Der Meersburger Gewandfall. Eine rechts- und sozialgeschichtliche Untersuchung. In: Schriften des Vereins für Geschichte des Bodensees und seiner Umgebung. Band 77, 1959, S. 1–64. Digitalisat
- Anton Bastian (1690–1759). Ein unbekannter Meersburger Barockmaler und seine Sippe. In: Freiburger Diözesan-Archiv. Band 78, 1958, S. 201–209.
- Konstanz und der Laßbergkreis. Kulturell-nachbarliche Beziehungen zwischen Konstanz und Meersburg im 19. Jahrhundert. In: Konstanzer Almanach. Band 4, 1958, S. 76–94.
- Große denkmalpflegerische Sorgen einer kleinen alten Stadt. In: Hegau. Band 3, 1957, S. 49–50.
- Fritz Spannagel †. In: Schriften des Vereins für Geschichte des Bodensees und seiner Umgebung. Band 75, 1957, S. 5–6. Digitalisat
- Der Geschichtsschreiber und Volksschriftsteller Ottmar Friedrich Heinrich Schönhuth, Pfarramtsverweser auf Hohentwiel (1830–1837) . In: Herbert Berner (Hrsg.): Hohentwiel. Bilder aus der Geschichte des Berges. Thorbecke, Konstanz, 1957, S. 280–322, S. 385–395.
- Das „Neue Schloß“ zu Meersburg ob dem Bodensee. In: Bodensee-Hefte. Band 7, 1956, S. 18–22.
- Das neue Schloß in Meersburg. Mit Beiträgen zur Baugeschichte der Meersburger Oberstadt. In: Schriften des Vereins für Geschichte des Bodensees und seiner Umgebung. Band 73, 1955, S. 29–97. Digitalisat
- Meersburger Neubürger des 16. bis 18. Jahrhunderts. In: Heinrich Büttner (Hrsg.): Aus Verfassungs- und Landesgeschichte, Band 2: Geschichtliche Landesforschung, Wirtschaftsgeschichte, Hilfswissenschaften. Thorbecke, Lindau, 1955, S. 185–201. 2. Aufl. Sigmaringen, 1973.
- Laßberg auf der alten Meersburg. In: Karl Siegfried Bader (Hrsg.): Joseph von Lassberg. Mittler und Sammler. Aufsätze zu seinem 100. Todestag. Vorwerk, Stuttgart, 1955, S. 299–377.
- Das Meersburger Stadtarchiv. In: Badische Heimat. Band 33, 1953, S. 254.
- Baden. In: Zeitschrift für Geschichte der Erziehung und des Unterrichts. Beiheft 4 (=Historisch-pädagogischer Literatur-Bericht über das Jahr 1911), 1913, S. 239–301. Digitalisat
- Baden. In: Zeitschrift für Geschichte der Erziehung und des Unterrichts. Beiheft 2 (=Historisch-pädagogischer Literatur-Bericht über das Jahr 1910), 1913, S. 253–263. Digitalisat
- Baden. In: Mitteilungen der Gesellschaft für Deutsche Erziehungs- und Schulgeschichte. Beiheft 21 (=Historisch-pädagogischer Literatur-Bericht über das Jahr 1909), 1911, S. 315–322. Digitalisat